# Чакки, Луиджи
Луиджи Чакки (итал. Luigi Ciacchi; 16 августа 1788, Пезаро, Папская область — 17 декабря 1865, Рим, Папская область) — итальянский куриальный кардинал. Вице-камерленго Святой Римской Церкви с 24 января 1834 по 12 февраля 1838. Кардинал-дьякон с 12 февраля 1838, с титулярной диаконией Сант-Анджело-ин-Пескерия с 15 февраля 1838.